# Ephydra bruesi
Ephydra bruesi är en tvåvingeart som beskrevs av Cresson 1934. Ephydra bruesi ingår i släktet Ephydra och familjen vattenflugor. Inga underarter finns listade i Catalogue of Life.